# Liste der Baudenkmäler in Regensburg-Kumpfmühl-Ziegetsdorf-Neuprüll
Auf dieser Seite sind die Baudenkmäler in der Oberpfälzer Bezirkshauptstadt Regensburg zusammengestellt. Diese Tabelle ist eine Teilliste der Liste der Baudenkmäler in Bayern. Grundlage ist die Bayerische Denkmalliste, die auf Basis des Bayerischen Denkmalschutzgesetzes vom 1. Oktober 1973 erstmals erstellt wurde und seither durch das Bayerische Landesamt für Denkmalpflege geführt wird. Die folgenden Angaben ersetzen nicht die rechtsverbindliche Auskunft der Denkmalschutzbehörde.

## Baudenkmäler
| Lage | Objekt | Beschreibung | Akten-Nr.       | Bild                                                       |
| --- | --- | --- | --------------- | ---------------------------------------------------------- |
| Am Mühlbach 4 (Standort) | Haus Burghardt | keilförmiger, in Teilen verschalter Holzskelettbau mit großflächiger Verglasung an der Südseite für passive Nutzung der Sonnenenergie, von Thomas Herzog mit Verena Herzog-Loibl, 1977–79; dazugehöriger Garten, mit Bachlauf, Plattenweg, Holzstegen und Anpflanzungen, von Peter Latz, zeitgleich, Ingenieur Julius Natterer | D-3-62-000-2191 | Haus Burghardt                                             |
| Am Mühlbach 11, 13, 15, Hofgartenweg 6, 8 (Standort)                                                                                         | Steinkreuz | Lateinische Form mit hohem Schaft und verbreitertem Kopfteil, spätmittelalterlich, 1953 hierher versetzt | D-3-62-000-582  | Steinkreuz                                                 |
| Bischof-Wittmann-Straße (Standort) | Burgfriedenssäule Nr. 10 der Freien Reichsstadt Regensburg | Pfeiler mit Wappenkartuschen und profilierter Bedachung, Kalkstein, 17. Jahrhundert | D-3-62-000-1739 | Burgfriedenssäule Nr. 10 der Freien Reichsstadt Regensburg |
| Bischof-Wittmann-Straße 24 a (Standort) | Katholische Pfarrkirche St. Wolfgang | Zentralisierender Saalbau über kreuzförmigem Grundriss mit Satteldächern und Rosenfenstern aus Kunststein, eingeschossiger und dreigiebeliger Vorhalle und mittlerem Glockenturm, Gliederungen durch Putzbänder, 1938–40 von Dominikus Böhm | D-3-62-000-221  | weitere Bilder                                             |
| Bischof-Wittmann-Straße 27 (Standort) | Gartenhaus | Zweigeschossiger Walmdachbau mit hölzernen Treppenaufgang und Putzgliederungen, spätes 18. Jahrhundert, mit Rest der Gartenmauer | D-3-62-000-693  | weitere Bilder                                             |
| Gutenbergstraße 8 (Standort) | Sühnekreuz für den Mord an Heinrich Zant | Steinkreuz, mit Korpus im Dreinageltypus und Inschrift, Kalkstein, 1313 | D-3-62-000-526  | Sühnekreuz für den Mord an Heinrich Zant                   |
| Gutenbergstraße 9 (Standort) | Gartenpavillon | Eingeschossiger und achteckiger Flachdachbau mit Eckpilastern, frühes 19. Jahrhundert | D-3-62-000-524  | Gartenpavillon                                             |
| Gutenbergstraße 10 (Standort) | Wohnhaus | Dreigeschossiger Flachdachbau auf trapezförmigem Grundriss mit gebändertem Erdgeschoss und geohrten Rahmungen, bezeichnet mit „1753“ | D-3-62-000-525  | Wohnhaus                                                   |
| Karl-Stieler-Straße 59, Ludwig-Thoma-Straße 14, Universitätsstraße 84, 84 a (Standort)                                                       | Brunnstube der Wasserversorgung des ehemaligen Klosters Prüll | Anlage aus mehreren gewölbten, untereinander verbundenen Räumen, 11., 13. und 16. Jahrhundert, mit Wasserleitungen, mittelalterlich und 19. Jahrhundert siehe auch D-3-62-000-1569 | D-3-62-000-1543 | BW                                                         |
| Karl-Stieler-Straße 59, Ludwig-Thoma-Straße 14, Universitätsstraße 84, 84 a (Standort)                                                       | Brunnstube mit Quelltunnel der Wasserversorgung des ehemaligen Klosters Karthaus-Prüll | Mit 12 m langem, gewölbtem Quelltunnel, aus Bruchstein und Ziegelstücken, wohl barockzeitlich siehe auch D-3-62-000-1543 | D-3-62-000-1569 | BW                                                         |
| Karthauser Straße (Standort) | Wegkreuz | Korpus im Dreinageltypus auf Kompositsäule und gestuftem und gespiegeltem Sockel, Kalkstein, barock, 1734 | D-3-62-000-610  | Wegkreuz                                                   |
| Karthaus-Prüll 5, 6, 8, 9, 10, 11, 12, Karl-Stieler-Straße 59, Ludwig-Thoma-Straße 14, Universitätsstraße 84, 84 a, Vitusstraße 3 (Standort) | Ehemaliges Benediktinerkloster Prüll, später Kartäuserkloster, gegründet um 997, seit 1484 Kartäuserkloster Prüll, seit 1834 im Besitz des Bezirks Oberpfalz, 1852 Errichtung der Königlichen Kreisirrenanstalt Karthaus-Prüll, heute Bezirksklinikum | Ehemalige Kloster- und jetzige katholische Krankenhauskirche zum Heiligen Geist und zu den Heiligen Bartholomäus, Georg und Vitus, dreischiffige Hallenkirche mit eingezogenem Chor, westlichem Turmpaar, Vorhalle und südlicher Außensakristei, Baubeginn um 1104 (dendrochronologisch datiert), Weihe 1110, 1493–1513 Chorneubau, Barockisierung ab 1601, Erneuerung der Turmhelme 19. Jahrhundert; mit Ausstattung Ehemalige Klostergebäude, sogenanntes Priorat, zweigeschossiger Satteldachbau, Rahmungen in Rotsandstein, Renaissance, bezeichnet mit „1612“ Krankenhausbauten, historisierende Nachbauten des Priorats um den Innenhof, zweigeschossige Satteldachbauten, Ostflügel mit Durchfahrtsrisalit und seitlichen Türmen, Rahmungen in Rotsandstein, Neurenaissance, um 1900 Vitusbrunnen, achteckiges, gebauchtes Brunnenbecken mit Relief des hl. Vitus und Brunnenstock mit ionisierender Säule, 1732 Verwaltungsgebäude des Bezirkskrankenhauses, dreigeschossige Vierflügelanlage mit Mansardwalmdächern, 1880–82, dabei als Osttrakt einbezogen der ehemalige Gästebau des Klosters („Grafenstock“ bzw. „Gesandtenhaus“), im Kern 18. Jahrhundert Nordportal, rundbogiger Durchgang mit Halbsäulen und gesprengtem Giebel, daneben Pförtnerhaus, eingeschossiger Walmdachbau, erste Hälfte 17. Jahrhundert Sogenannte Rasura, eingeschossiger und traufständiger Satteldachbau, erste Hälfte 17. Jahrhundert Sieben Eremitenklausen, eingeschossige und giebelständige Kleinhäuser mit Satteldach und Kreuzgangsabschnitten, 17. Jahrhundert, Baubeginn 1489, Kreuzgang bis 1587 vollendet, Umbauten im 19./20. Jahrhundert Rest des spätgotischen Kreuzgangs östlich der Kirche, Mischmauerwerk, um 1490–1587 Rest des ehemaligen Bibliothekstraktes mit dem sogenannten Gärtnerhaus des Hauses 5, zweigeschossiger Walmdachbau mit profilierten Rahmungen, im Kern frühes 18. Jahrhundert Reste der Einfriedung mit Ecktürmchen, 17. Jahrhundert, im 19. Jahrhundert nach Westen spiegelbildlich ergänzt | D-3-62-000-745  | weitere Bilder                                             |
| Kumpfmühler Straße 34 (Standort) | Wohnhaus | Dreigeschossiger Walmdachbau, Fassade im Stil der Neurenaissance mit zweifarbigem Sichtziegelmauerwerk und Putzgliederung, 1891 von Alois Janker Vorgarteneinfriedung mit schmiedeeisernem Zaun | D-3-62-000-1748 | Wohnhaus                                                   |
| Kumpfmühler Straße 39 (Standort) | Katholische Nebenkirche St. Theresia, ehemalige Karmelitenklosterkirche | Giebelständiger Saalbau in Ecklage mit eingezogenem Chor und Apsis, Giebelfassade, Flankenturm mit Zwiebelhaube, Laterne und Pilastergliederungen, neubarock, 1899–1900 von Philipp Krämer, Wiederaufbau und Renovierung nach Kriegsschäden bis 1949; mit Ausstattung | D-3-62-000-691  | weitere Bilder                                             |
| Kumpfmühler Straße 42 (Standort) | Wohnhaus | Zweigeschossiger und giebelständiger Mansarddachbau mit Halbwalm in Ecklage, um 1800 | D-3-62-000-692  | Wohnhaus                                                   |
| Ludwig-Thoma-Straße 16 (Standort) | Ehemalige Pfarrkirche St. Vitus | Dreigeschossiger Walmdachbau mit dreiseitigem Chor, 1686, profaniert im 19. Jahrhundert durch Umbau in Wohnhaus, Quellfassung des Vitusbaches im Untergeschoss | D-3-62-000-613  | Ehemalige Pfarrkirche St. Vitus                            |
| Ludwig-Thoma-Straße 33 (Standort) | Ehemaliges Wohnstallhaus | Südflügel der ehemals vierflügeligen Ökonomieanlage der Kartause Prüll, zweigeschossiger und giebelständiger Satteldachbau, im Kern 16. Jahrhundert | D-3-62-000-746  | Ehemaliges Wohnstallhaus                                   |
| Simmernstraße (Standort) | Burgfriedensäule Nr. 9 der Freien Reichsstadt Regensburg | Pfeiler mit drei Wappen und Satteldach auf Sockel, Sandstein, 17. Jahrhundert | D-3-62-000-1739 | BW                                                         |
| Universitätsstraße 96 (Standort) | Ehemaliger Hochbehälter der städtischen Wasserleitungen | Massivbau teilweise unter Erdaufschüttung, Eingangsbereich als Portalarchitektur mit seitlich vorgezogenen Wangen, Werksteingliederungen und Attikazone, um 1900 | D-3-62-000-2226 | BW                                                         |
| Wolframstraße (Standort) | Burgfriedensäule Nr. 7 der Freien Reichsstadt Regensburg | Pfeiler mit drei Wappen und Walmdachung, Sandstein, 17. Jahrhundert | D-3-62-000-1739 | BW                                                         |
| Wolframstraße 3 (Standort) | Katholische Pfarrkirche St. Josef | Giebelständiger Saalbau mit Satteldach, eingezogenem Chor, Chorflankenturm, Seitenschiff und Erweiterungsbauten, 1931/32 von Georg Berlinger, erweitert 1956 durch Friedrich Haindl; mit Ausstattung | D-3-62-000-1433 | weitere Bilder                                             |